# 生命樹樂團
生命樹（Tree of Life），是一個臺灣樂團，成軍於2010年，由主唱暨吉他手小王子、貝斯手JJ、鼓手青春組成，三人皆畢業自臺北市立陽明高級中學。用「種下什麼便獲得什麼」作為樂團的核心精神。用音樂表達出「人的選擇與決定是操控在自己的手中，不是命運也不是別人能左右的。」
歌曲的創作靈感來自對生態的觀察，有著對地球生命熱愛的情感，從中粹取出獨特的精神以及省思的力量。2010年組成後，陸續發行了〈生命樹〉、〈風見雞〉及之後的演唱會限定版單曲〈一起飛行吧〉，並與台北松山機場合作，擔任飛安大使，創作〈Fly To The Sky〉。2014年冬天，發行首張專輯《我們都不完美》。2022年，發行第二張創作專輯《微光少年》。

## 音樂作品
| 發行日期       | 專輯名稱       | 唱片公司                         | 說明                       |
| -------------- | -------------- | -------------------------------- | -------------------------- |
| 2010年6月12日  | 生命樹         | 金牌大風（代理發行）             | 首張EP                     |
| 2010年11月11日 | 風見雞         | 金牌大風（代理發行）             |                            |
| 2010年12月22日 | 一起飛行吧     | 不發行販售                       | 演唱會限定版               |
| 2011年5月3日   | Fly To The Sky | 不發行販售                       | 松山機場飛安大使合作限定版 |
| 2014年12月26日 | 我們都不完美   | 亞神音樂娛樂（代理發行）         | 首張全創作製作專輯         |
| 2019年4月30日  | Knock Knock    | 星火映畫股份有限公司（代理發行） |                            |
| 2019年12月6日  | 人間失格       | 星火映畫股份有限公司（代理發行） |                            |
| 2022年6月28日  | 微光少年       |                                  | 第二張創作專輯（數位專輯） |

## 重要演出經歷
- 2010.07      恆春「灣島音樂祭」演出
- 2010.10.21   「第 54 屆亞太影展慈善音樂會」受邀演出
- 2011         松山機場年度飛安代言樂團／創作演唱主題曲《Fly To The Sky》
- 2011         日本「沖繩音樂祭」受邀演出
- 2011         跨界與「當代傳奇劇場」合作參與演出【水滸108之終極英雄--忠義堂】，並前往香港為「香港藝術節」受邀演出
- 2011.10.31   宜蘭「創意慢活節」演出
- 2013.04.05   「春浪音樂節」春浪大賞演出
- 2014         跨界與「當代傳奇劇場」合作參與演出【水滸108之終極英雄--蕩寇誌】
- 2015         「Wake Up音樂祭」演出
- 2019.05.05   「春天吶喊音樂藝術祭」演出

## 外部連結
- 官方网站
- 生命樹樂團的Facebook專頁
- 生命樹樂團的Instagram帳戶
- 生命樹樂團的X（前Twitter）
- YouTube上的生命樹樂團頻道
- 生命樹樂團的新浪微博